# Список переименованных населённых пунктов Калининградской области
Список переименованных населённых пунктов Калининградской области содержит города и посёлки городского типа, сменившие название. Более мелкие населённые пункты не приведены.
Некоторые современные русские названия были даны в честь героев Великой Отечественной войны, погибших при освобождении Восточной Пруссии от нацистов: генерал-майора Гурьева, генерала Черняховского, полковника Нестерова, подполковника Мамонова, капитана Гусева, лейтенанта Ладушкина.
Есть названия с упоминанием значимых в СССР на момент переименования личностей: Кутузово, Лермонтово, Марксово, Нахимово, Некрасово, Пушкино, Разино, Толстово, Тургенево, Чапаево, Чернышевское, Чехово, Чкалово, Шолохово.
В многих названиях присутствуют растения с окончанием -овка, -ово или -ино: Березовка, Вишневка, Дубровка, Кленовое, Липовка, Ольховка, Рябиновка, Сосновка, Яблоновка, Липово, Орехово, Ракитино, Черемухино.
Часть названий хранят память тех мест, откуда прибыли поселенцы: Ижевское, Калужское, Костромино, Московское, Саранское, Тамбовское.

## Б
- Битенен → Ягодное

## Г
- Гиггарн  → Думиничи
- Гумбиннен → Гусев (1946)

## Д
- Даркемен → Ангерапп (1938) → Озёрск (1945)

## З
- Зугубри → Тапиов (1450) → Тапиау → Гвардейск (1946)

## И
- Инстербург → Черняховск (1946)

## К
- Кранц → Зеленоградск (1945)

## Л
- Лабиау (1258) → Полесск (1946)
- Лаздинай (1576) → Лазденен (1734) → Хазельберг (1938) → Краснознаменск (1946)
- Ландесхут (1221) → Рагнит (1722) → Неман (1946)
- Людвигсорт → Ладушкин (1946)

## Н
- Ной-Аргенингкен → Аргенбрюк (1938) → Новоколхозное
- Нойкурен → Пионерский (1946)
- Нойхаузен (1262) → Гурьевск (1946)

## П
- Пиллау (1626) → Балтийск (1946)
- Прейсиш-Эйлау (1585) → Багратионовск (1946)

## Р
- Раушен → Светлогорск (1946)

## Т
- Твангсте → Кёнигсберг (1255) → Калининград (1946)
- Тильзит (1288) → Советск (1946)

## Ф
- Фишхаузен → Приморск (1946)
- Фридланд → Правдинск (1946)

## Х
- Хайлигенбайль → Мамоново (1946)
- Хайнрихсвальде → Славск (1946)

## Ц
- Циммербуде → Светлый (1947)

## Ш
- Шилкойен → Шепетовка
- Шталлупёнен (1539) → Эбенроде (1938) → Нестеров (1946)

## Ю
- Юргайчен → Кенигскирх (1938) → Канаш

## Источник
- Е. М. Поспелов. Имена городов: вчера и сегодня (1917—1992): Топонимический словарь. — М.: Русские словари, 1993. — 249 с.